# Lotus Turèll
Lotus Turèll (født Lotus Maria Chili Turèll d. 31. august 1979) er en dansk foredragsholder, skribent, lydbogsindlæser, reporter og arrangør. 
Turèll er bachelor i film- og medievidenskab fra Københavns Universitet. Hun har bl.a. indlæst bøger af Jacqueline Wilson, Petter Lidbeck og Kerstin Gavander – og medvirker på CD'en Daode Jing Og De 6 Lydløse Lyde.
Desuden har Turèll bidraget til bogen En Åben Bog – Om Mødet Mellem Mennesker og skrevet flere artikler om forholdet forældre-børn. 
Turèll er datter af forfatteren Dan Turèll og skuespillerinden Chili Turèll.

## Lydbøger indlæst af Lotus Turèll
- Jacqueline Wilson: Hemmeligheder om mig (2002)
- Jacqueline Wilson: Piger under pres (2002)
- Jacqueline Wilson: For sent hjem (2002)
- Birgitta Gärtner: Sara og søndagsbarnet (2003)
- Petter Lidbeck: Sommeren med Siri (2004)
- Jacqueline Wilson: Piger i krise (2004)
- Kerstin Gavander: Loppen og Isprinsessen (2005)
- Kerstin Gavander: Loppen og Cæsar (2005)

## Eksterne links
- Lotus Turèlls hjemmeside
- Facebookkonto: lotus.turell